# Calakmul (gmina)

Położenie gminy Carmen na mapie stanu Campeche

Calakmul – duża gmina meksykańskiego stanu Campeche, leżąca w jego południowo-wschodniej części u nasady  półwyspu Jukatan. Jest jedną z 11 gmin w tym stanie. Siedzibą władz gminy jest niewielkie miasto Xpujil. Na terenie gminy znajduje się największe w Meksyku skupisko ruin miast cywilizacji Majów: Xpuhil (1 km), Becan (8 km), Chicanná, Balamcan, Hormiguero i najbardziej znane Calakmul, z liczącym 7230 km² Rezerwatem Biosfery Calakmul.

## Geografia gminy
Powierzchnia gminy wynosi 13 839,11 km², co czyni ją największą w stanie Campeche. Gmina w 2005 roku liczyła 23 814 mieszkańców. Powierzchnia gminy jest równinna, pokryta jest głównie wodami i lasami, które mają charakter lasów deszczowych oraz polami uprawnymi.   

## Gospodarka gminy
Gminę utworzono przez wydzielenie obszaru z gminy Hopelchén w 1996 roku. Decyzję podjął gubernator stanu Campeche po odkryciach wypraw archeologicznych 1984 i 1994 roku, które spowodowały wzrost zainteresowania regionem. Ludność gminy jest zatrudniona według ważności w następujących gałęziach: leśnictwie, rolnictwie i hodowli oraz w coraz bardziej zyskujących na znaczeniu usługach turystycznych. 

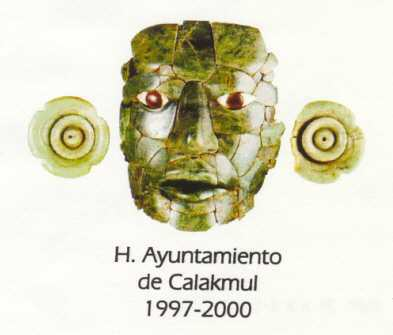
Herb gminy Calakmul

Najczęściej uprawia się kukurydzę, paprykę jalapeño i fasolę. Spośród zwierząt najczęściej hoduje się bydło i owce oraz produkuje się produkty pszczele.  